# Place de l'Église-d'Auteuil
La place de l'Église-d'Auteuil est une voie située dans le quartier d'Auteuil du 16e arrondissement de Paris.

## Situation et accès
La place de l'Église-d'Auteuil est desservie par la ligne 10 à la station Église d'Auteuil.
Elle jouxte la place Théodore-Rivière.

## Origine du nom
Cette place doit son nom à l'église Notre-Dame-d'Auteuil devant laquelle elle est située.

## Historique
Cette place, anciennement « place d'Aguesseau » de la commune d'Auteuil puis « place d'Auteuil », est créée en 1793 à l'emplacement de l'ancien cimetière du village, qui datait du XIe siècle. Elle ne prend son nom actuel qu'en 1996.

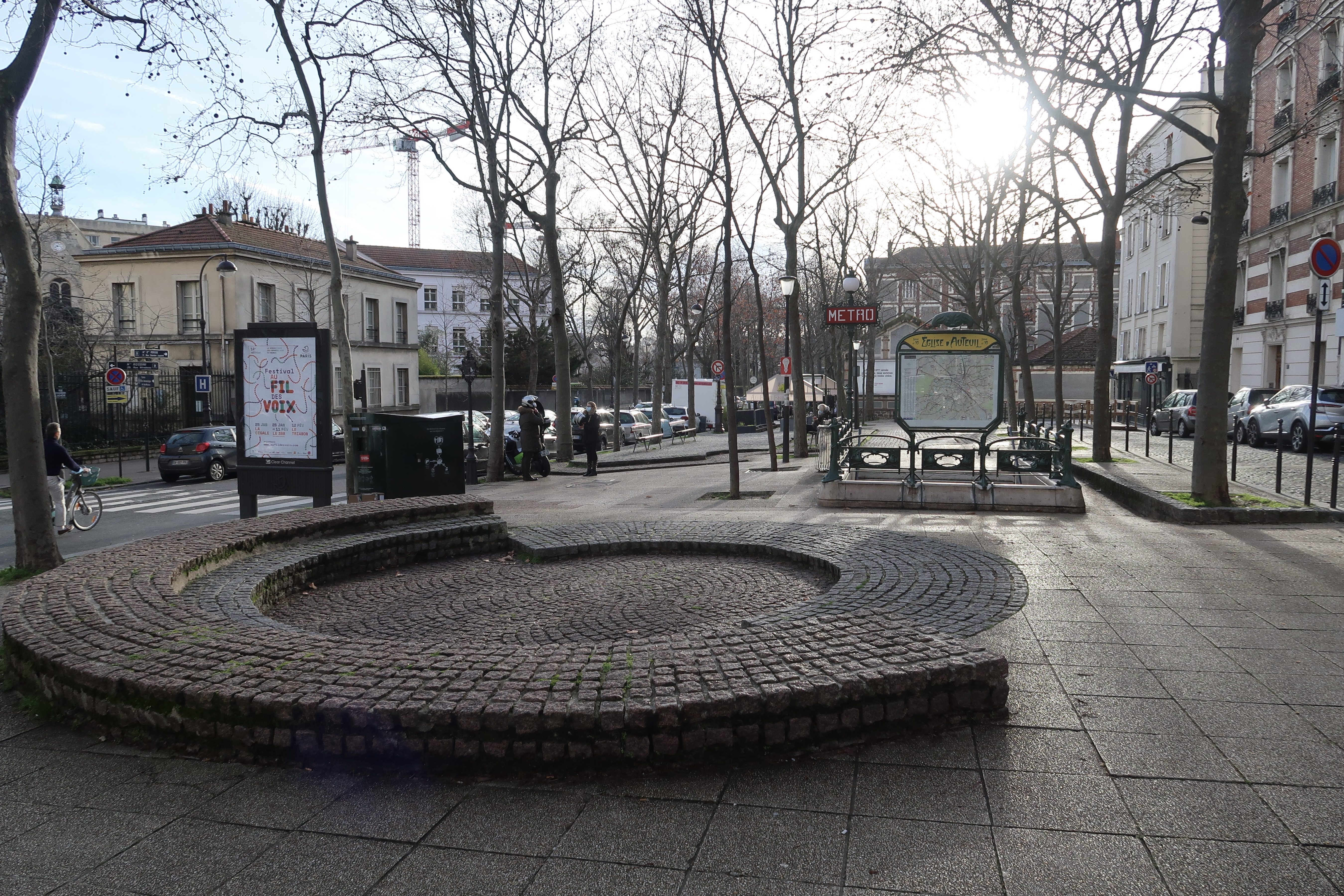
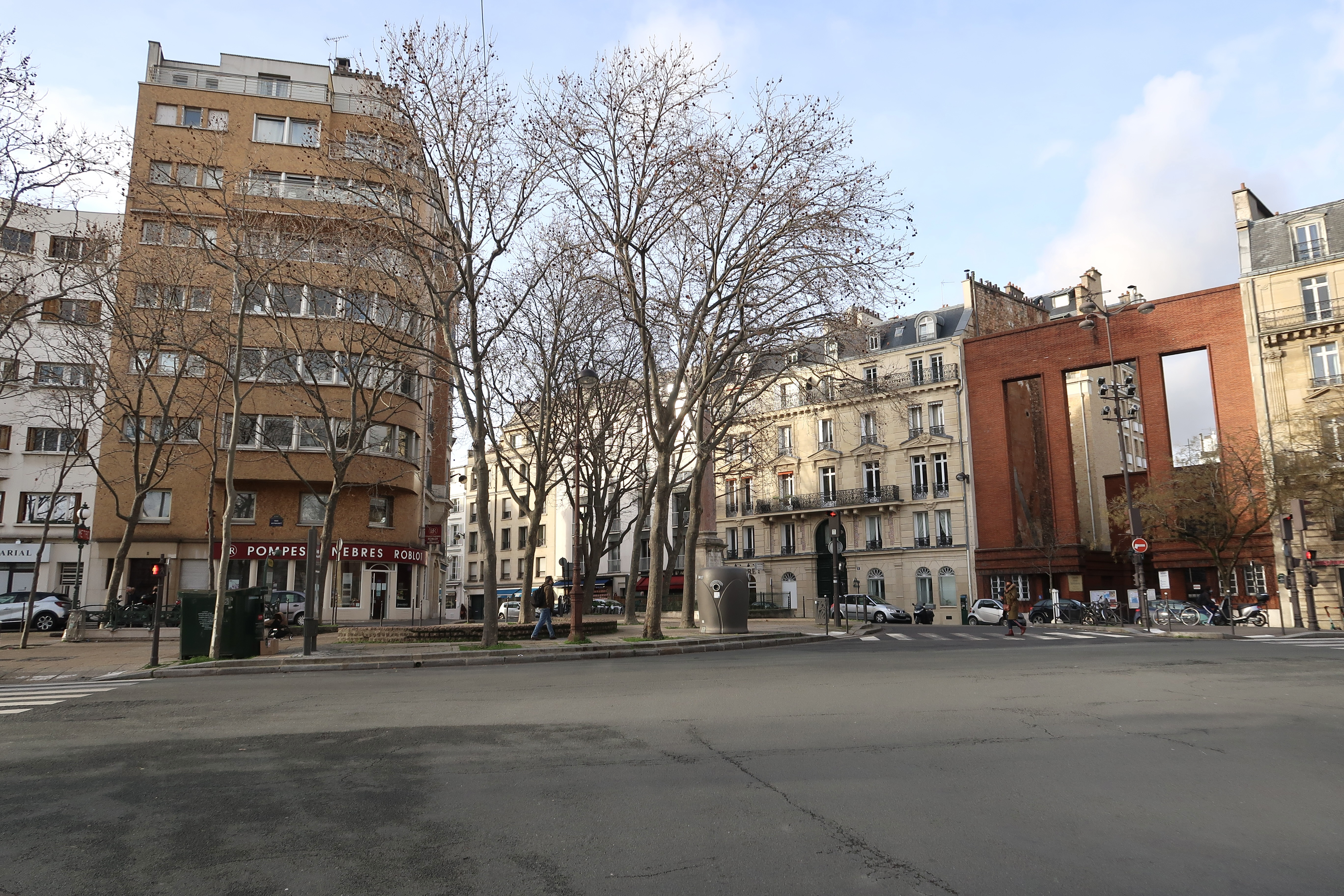

## Bâtiments remarquables et lieux de mémoire
- L'obélisque d'Aguesseau, en porphyre sur un socle en marbre, érigé à la demande du roi Louis XV en l'honneur du chancelier de France Henri François d'Aguesseau en 1753. Son épouse Anne Lefèvre d'Ormesson souhaitant être enterrée avec les pauvres du cimetière d'Auteuil, l'obélisque fut érigé ici, devant leur tombe. En 1793, le cimetière est déplacé mais l'obélisque reste à sa place initiale. Il est restauré à l'an IX de la Révolution française. Sous le Consulat et l'Empire, le préfet de la Seine Nicolas Frochot fait remplacer la girouette située au sommet du monument par un globe surmonté d'une croix. L'édifice est inscrit à l'inventaire des monuments historiques[1],[2].
- La chapelle Sainte-Bernadette de Paris, sise 4 rue d'Auteuil, consacrée en 1937, donne sur la place.
- L'église Notre-Dame-d'Auteuil, reconstruite sur le pourtour de la place de 1877 à 1892.
- La mairie du village d'Auteuil se trouve entre 1804 et 1844 place d'Aguesseau (devenue place de l'Église-d'Auteuil)[3].
- Au croisement de la rue Chardon-Lagache et de la rue Wilhem se trouvait la maison de retraite Chardon-Lagache, de nos jours hôpital Chardon-Lagache.

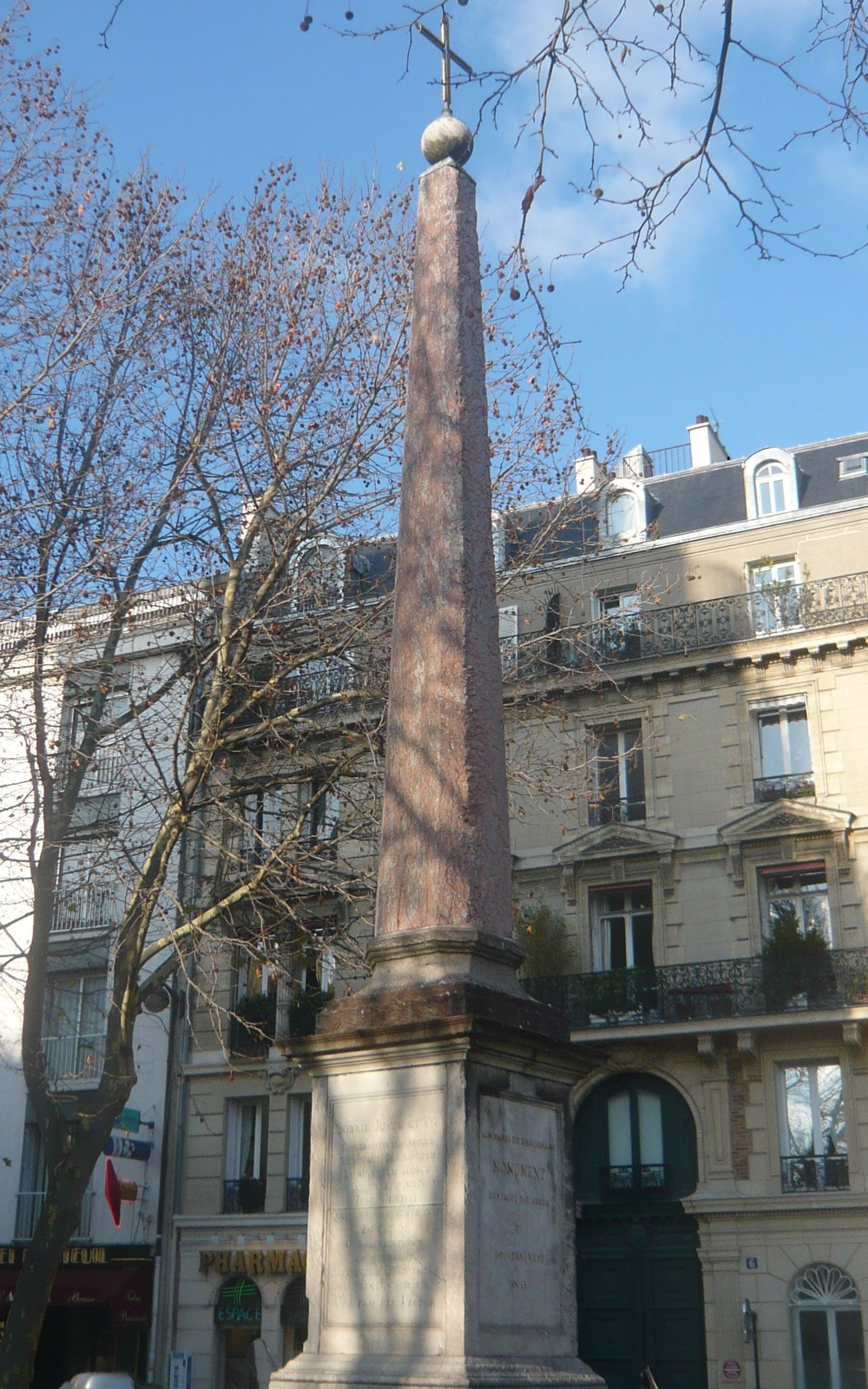
Obélisque d'Aguesseau.
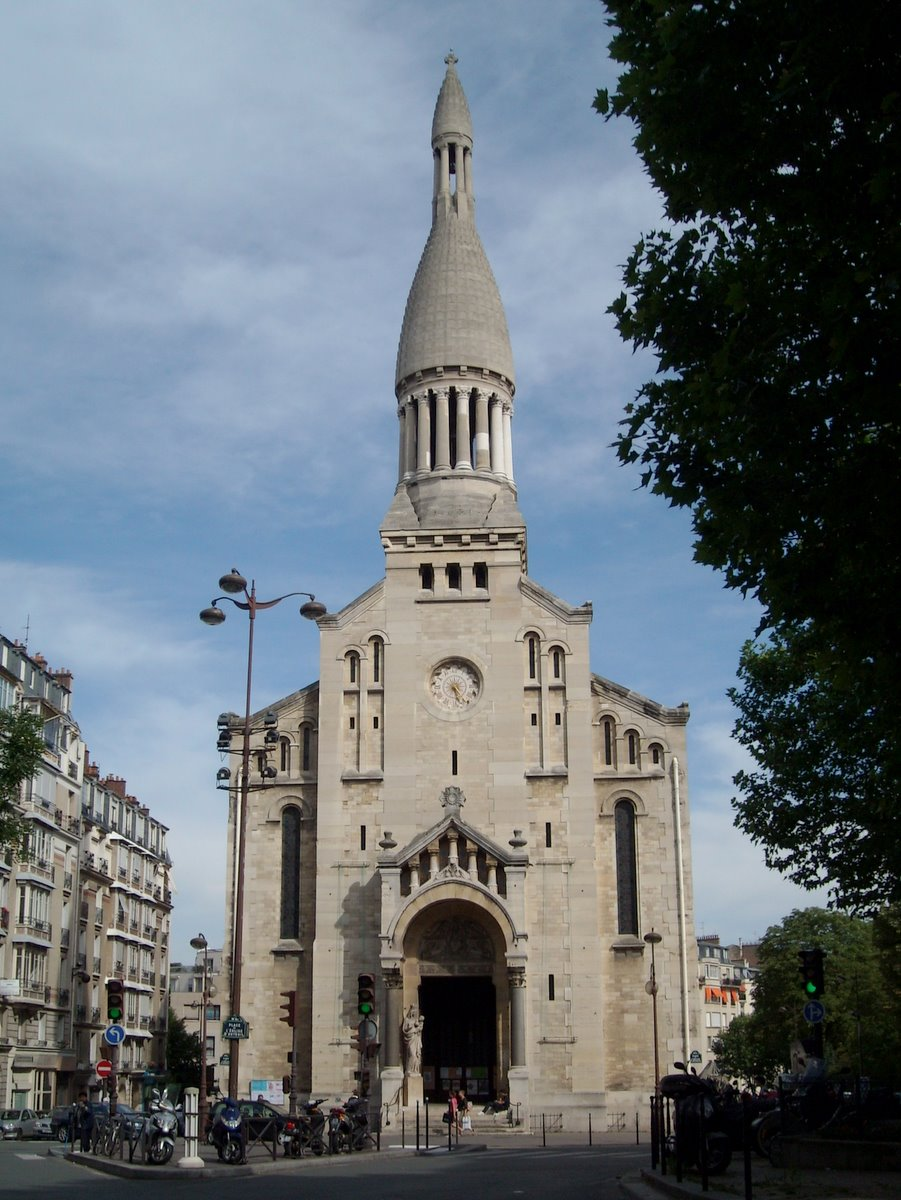
L'église Notre-Dame-d'Auteuil.
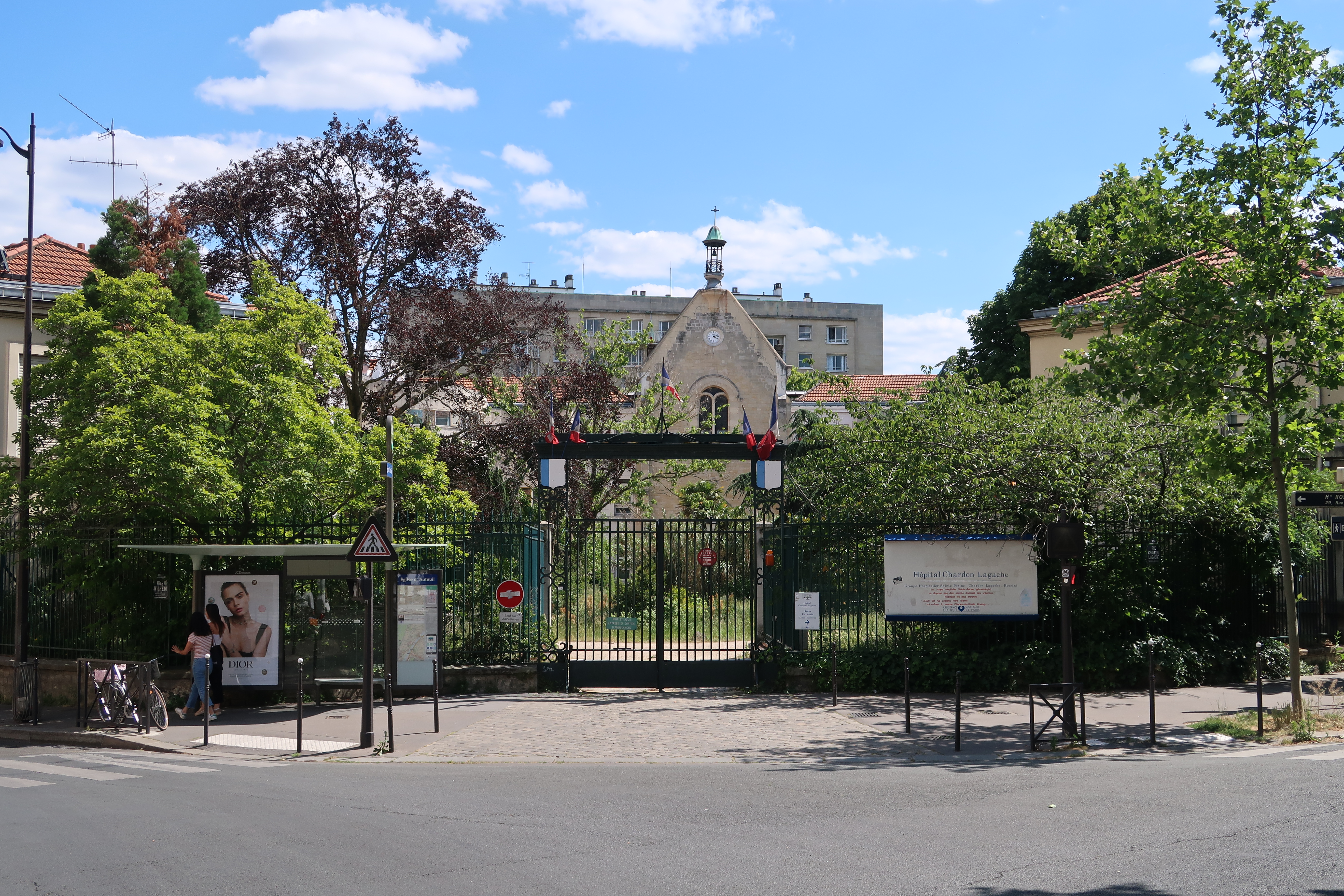
Hôpital Chardon-Lagache.